# Actinopus tarsalis
Espèce
Actinopus tarsalis est une espèce d'araignées mygalomorphes de la famille des Actinopodidae.

## Distribution
Cette espèce est endémique du Brésil. Elle se rencontre au Sergipe et au Piauí.

## Description
Le mâle décrit par Miglio, Lucas et Bonaldo en 2012 mesure 14,3 mm.

## Publication originale
- Perty, 1833 : Arachnides Brasilienses. Delectus animalium articulatorum quae in itinere per Braziliam annis 1817 et 1820 jussu et auspiciis Maximiliani Josephi I. Bavariae Regis Augustissimi peracto collegerunt dr. J. B. de Spix et dr. C. F. Ph. de Martius. Monachii, p. 191-209.